# Lucas Halter
Lucas Halter (ur. 2 maja 2000 w Salto) – brazylijski piłkarz występujący na pozycji środkowego obrońcy, od 2024 roku zawodnik Botafogo.